# Hans Kaiser (Apotheker)
Hans Karl Thomas Kaiser (* 24. September 1890 in Villingen; † 24. Juni 1977 in Stuttgart) war ein deutscher Apotheker und Lebensmittelchemiker.

## Leben
Nach dem Schulbesuch begann Hans Kaiser als Praktikant der Stadt-Apotheke in Villingen die pharmazeutische Laufbahn. 1912 legte er das Vorexamen ab und war darauf ein Jahr in der Hof-Apotheke in Karlsruhe tätig. 1913 nahm er an der dortigen Technischen Hochschule das Pharmaziestudium auf, das er 1919 mit dem Staatsexamen abschloss. Während des Studiums wurde er Mitglied der Karlsruher Burschenschaft Ghibellinia im ADB. Er studierte weiter an der TH Karlsruhe Chemie, legte 1922 die Prüfung zum Diplomingenieur ab und promovierte 1923 zum Dr. Ing. 1925 folgte das Staatsexamen als Lebensmittelchemiker.
Kaiser übernahm 1926 zunächst die Leitung der Krankenhausapotheke in Barmen, am 1. Juli 1926 die der Apotheke des Katharinenhospitals in Stuttgart, die er bis 1955 leitete.
Schon 1929 erhielt er an der TH Stuttgart einen Lehrauftrag für chemische Toxikologie. 1931 habilitierte er sich an dieser Hochschule, die ihn 1940 zum a.o. Professor ernannte. 1955 wurde Kaiser zum Honorarprofessor an der Universität Tübingen ernannt.
Auch im Ruhestand widmete er sich intensiv der akademischen Arbeit und seinen zahlreichen wissenschaftlichen Interessen.
Hans Kaiser hat auf vielerlei Gebieten gewirkt. Die von ihm geleitete Katharinenhospital-Apotheke baute er zu einem Institut von internationalem Ruf aus. Auch nach deren Zerstörung 1944 bemühte er sich um einen Wiederaufbau der Krankenhausapotheke. Als Hochschullehrer hielt er als erster in Deutschland eine Vorlesung über „Spezialitätenkunde“. Außerdem hat Kaiser zahlreiche Dissertationen betreut und über 200 Publikationen verfasst, die vor allem toxikologische und pharmazeutische Probleme behandelten. Auch einige Lehrbücher wurden von ihm geschrieben. In der Deutschen Pharmazeutischen Gesellschaft war Kaiser zweimal als Präsident tätig, 1953 und 1957.

## Schriften (Auswahl)
- Repetitorium für die pharmazeutische Vorprüfung (mit P. Fischer und W. Zimmermann). 2 Bd., Stuttgart 1928.
- Praxis der chemischen und mikroskopischen Harnanalyse für Mediziner, Apotheker und Chemiker (mit R. Rapp). 8. Auflage der „Praxis der Harnanalyse“ von Lassar-Cohn, Leipzig 1933.
- Der Apothekenpraktikant (mit P. Fischer und W. Zimmermann). Stuttgart 1936.
- Pharmazeutisches Taschenbuch. Stuttgart 1941.